# Ню Орлиънс R&B
Ню Орлиънс Ритъм енд Блус е стил, който се отнася към тип R&B музика, типична за Ню Орлиънс, Луизиана.
Характеризира се с честата употреба на пиано и валдхорна, сложни ритми и лирики, които отразяват живота в Ню Орлиънс.

## Певци и певици
- Джони Адамс
- Джеймс Букър
- Шугър Бой Крофърд
- Чемпиън Джак Дюпри
- Снуукс Ийглин
- Гитар Слим младши
- Гитал Слим
- Ърл Кинг
- Смайли Луис
- Професор Лонгхеър
- Томи Ридгли
- Тътс Уошингтън
- Кейти Уебстър